# Cotoneaster cordifolius
Cotoneaster cordifolius es una especie de planta del género Cotoneaster, perteneciente a la familia Rosaceae.

## Taxonomía
Cotoneaster cordifolius fue descrita por Gerhard Klotz en 1964.

## Distribución
Se encuentra en el territorio centro-sur de China, Himalaya oriental y Birmania.